# Joshua Pim
Joshua Pim, né le 20 mai 1869 à Bray et décédé le 15 avril 1942 à Dublin, est un joueur de tennis irlandais.
Il a remporté Wimbledon deux fois en simple, en 1893 et 1894, battant à chaque fois Wilfred Baddeley qui l'avait battu en 1891 et 1892.

## Palmarès (partiel)

### Titres en simple
|   | Date | Nom et lieu du tournoi       | Cat.      | ($) | Surf.        | Finaliste        | Score              |          |
| - | ---- | ---------------------------- | --------- | --- | ------------ | ---------------- | ------------------ | -------- |
| 1 | 1893 | The Championships, Wimbledon | G. Chelem |     | Herbe (ext.) | Wilfred Baddeley | 3-6, 6-1, 6-3, 6-2 | Parcours |
| 2 | 1894 | The Championships, Wimbledon | G. Chelem |     | Herbe (ext.) | Wilfred Baddeley | 10-8, 6-2, 8-6     | Parcours |

### Finales perdues en simple
|   | Date | Nom et lieu du tournoi       | Cat.      | ($) | Surf.        | Vainqueur        | Score              |          |
| - | ---- | ---------------------------- | --------- | --- | ------------ | ---------------- | ------------------ | -------- |
| 1 | 1891 | The Championships, Wimbledon | G. Chelem |     | Herbe (ext.) | Wilfred Baddeley | 6-4, 1-6, 7-5, 6-0 | Parcours |
| 2 | 1892 | The Championships, Wimbledon | G. Chelem |     | Herbe (ext.) | Wilfred Baddeley | 4-6, 6-3, 6-3, 6-2 | Parcours |

### Titres en double
|   | Date | Nom et lieu du tournoi       | Cat.      | ($) | Surf.        | Partenaire   | Finalistes                   | Score                   |          |
| - | ---- | ---------------------------- | --------- | --- | ------------ | ------------ | ---------------------------- | ----------------------- | -------- |
| 1 | 1890 | The Championships, Wimbledon | G. Chelem |     | Herbe (ext.) | Frank Stoker | George Hillyard Ernest Lewis | 6-0, 7-5, 6-4           | Parcours |
| 2 | 1893 | The Championships, Wimbledon | G. Chelem |     | Herbe (ext.) | Frank Stoker | Ernest Lewis Harold Barlow   | 4-6, 6-3, 6-1, 2-6, 6-0 | Parcours |

### Finales en double
|   | Date | Nom et lieu du tournoi       | Cat.      | ($) | Surf.        | Vainqueurs                        | Partenaire   | Score              |          |
| 1 | 1891 | The Championships, Wimbledon | G. Chelem |     | Herbe (ext.) | Wilfred Baddeley Herbert Baddeley | Frank Stoker | 6-1, 6-3, 1-6, 6-2 | Parcours |

### Titres en double mixte
aucun

### Finales en double mixte
aucune